# اوباشافوهرر

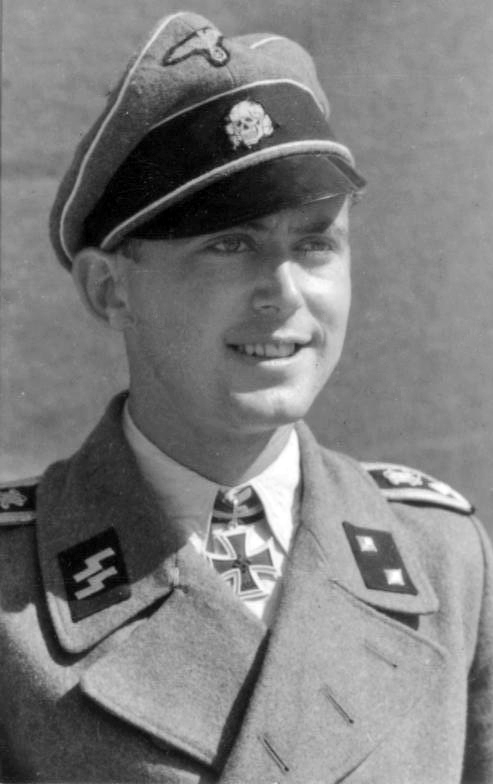
Oberscharführer of the Waffen-SS (Kurt Sametreiter)

Oberscharführer ([ˈoːbɐ.ʃaːɐ̯.fyːʀɐ]، رتبة شبه عسكرية للحزب النازي كانت موجودة بين عامي 1932 و1945.  ترجمته كـ «قائد فرقة كبير»، تم استخدام Oberscharführer لأول مرة كرتبة في كتيبة العاصفة وتم إنشاؤها بسبب توسيع عدد الوظائف التي تتطلبها عضوية كتيبة العاصفة في أواخر العشرينات وأوائل الثلاثينيات.
نظرًا لأن الرتب المبكرة لـشوتزشتافل كانت متطابقة مع رتب كتيبة العاصفة، تم إنشاء Oberscharführer كرتبة إس إس في نفس الوقت الذي تم فيه إنشاء الرتبة داخل كتيبة العاصفة. في البداية، كانت رتبة SS-Oberscharführer مساوية لنظيره في كتيبة العاصفة؛ ومع ذلك، تغير هذا في عام 1934 بعد ليلة السكاكين الطويلة. 

## الشارة

Shoulder strap  SS-Oberscharführer  (SS-Standartenjunker)
NSFK Gorget patches
NSKK Gorget patch
SA Gorget patch
SS Gorget patches
HJ shoulder strap
Military camouflage